# Тарково-Ґурне
Тарково-Ґурне (пол. Tarkowo Górne) — село в Польщі, у гміні Злотники-Куявські Іновроцлавського повіту Куявсько-Поморського воєводства.
Населення — 218 осіб (2011).
У 1975-1998 роках село належало до Бидгощського воєводства.

## Демографія
Демографічна структура станом на 31 березня 2011 року:
|          | Загалом | Допрацездатний вік | Працездатний вік | Постпрацездатний вік |
| -------- | ------- | ------------------ | ---------------- | -------------------- |
| Чоловіки | 111     | 23                 | 78               | 10                   |
| Жінки    | 107     | 20                 | 59               | 28                   |
| Разом    | 218     | 43                 | 137              | 38                   |